# Плотина Винучи

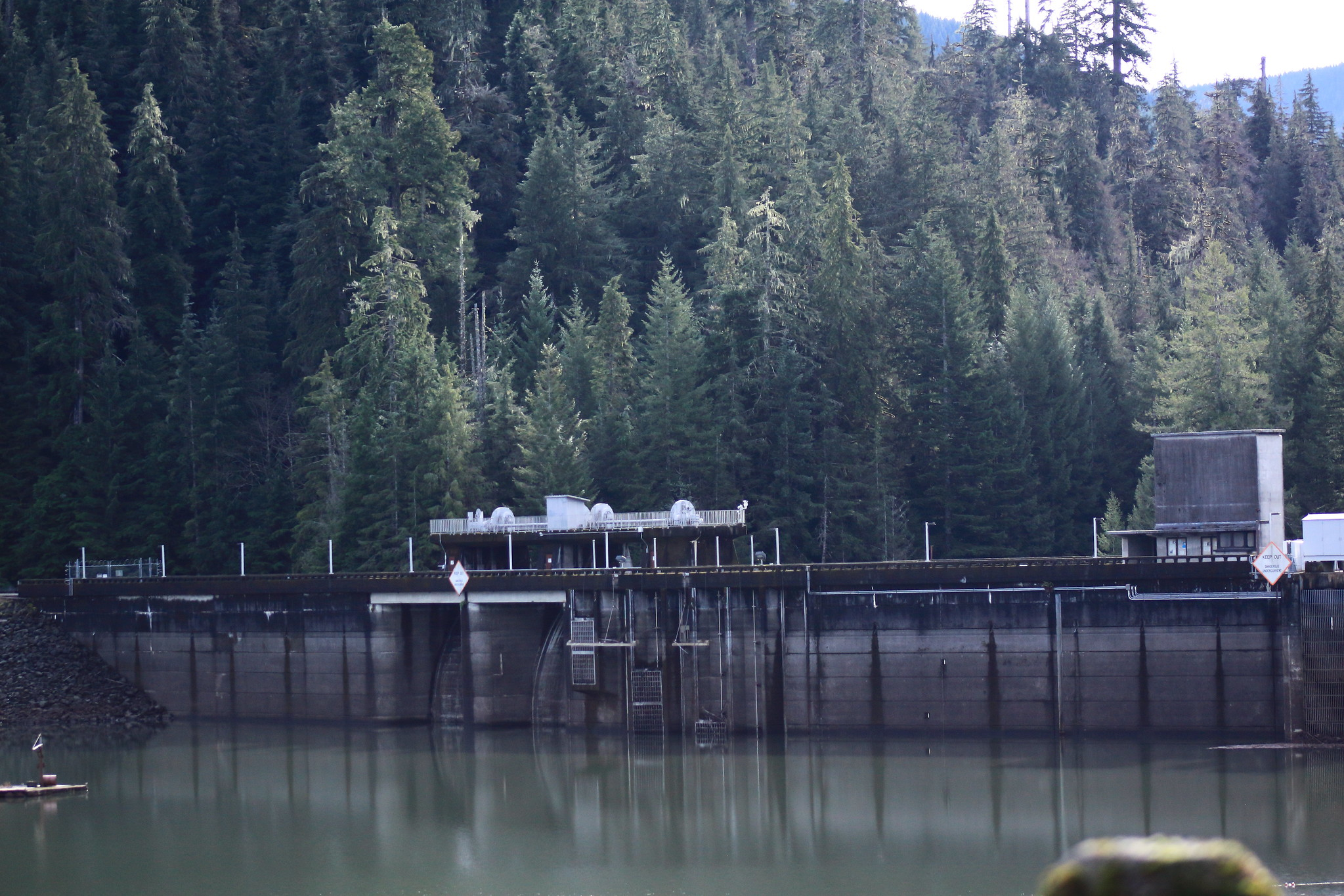
Плотина и водохранилище Винучи, вид с озера Винучи

Плотина Винучи (англ. Wynoochee Dam) — гидротехническое сооружение в 45 км к северу от Монтесано, штат Вашингтон. Принадлежит городу Абердин, штат Вашингтон, построена Инженерным корпусом армии США в 1972 году. Плотина регулирует течение реки Уинучи, образуя водохранилище Уинучи. Маршрут Wynoochee Lake Shore Trail, объявленный в 1979 годунациональной рекреационной тропой, составляет в длину 26 км и пролегает вокруг озера.
Ниже по течению от плотины в 1994 году введена в строй гидроэлектростанция мощностью 13 МВт. Это первая в США гидроэлектростанция с оборудованием российского производства.
Кемпинг Кохо (англ. Coho Campground), находящийся в ведении национального леса Олимпик, находится выше плотины по течению. В палаточном лагере есть водопровод, туалеты, есть зона дневного пребывания с ямами для приготовления пищи. В кемпинге 46 площадок с местами для костра и столами для пикника, местами для палаток, трейлеров, домов на колесах; эти площадки являются платными. Также есть спуск для лодок.
Tacoma Power управляет зоной для дневного пикника и купания вдоль берега водохранилища, ближайшего к плотине.

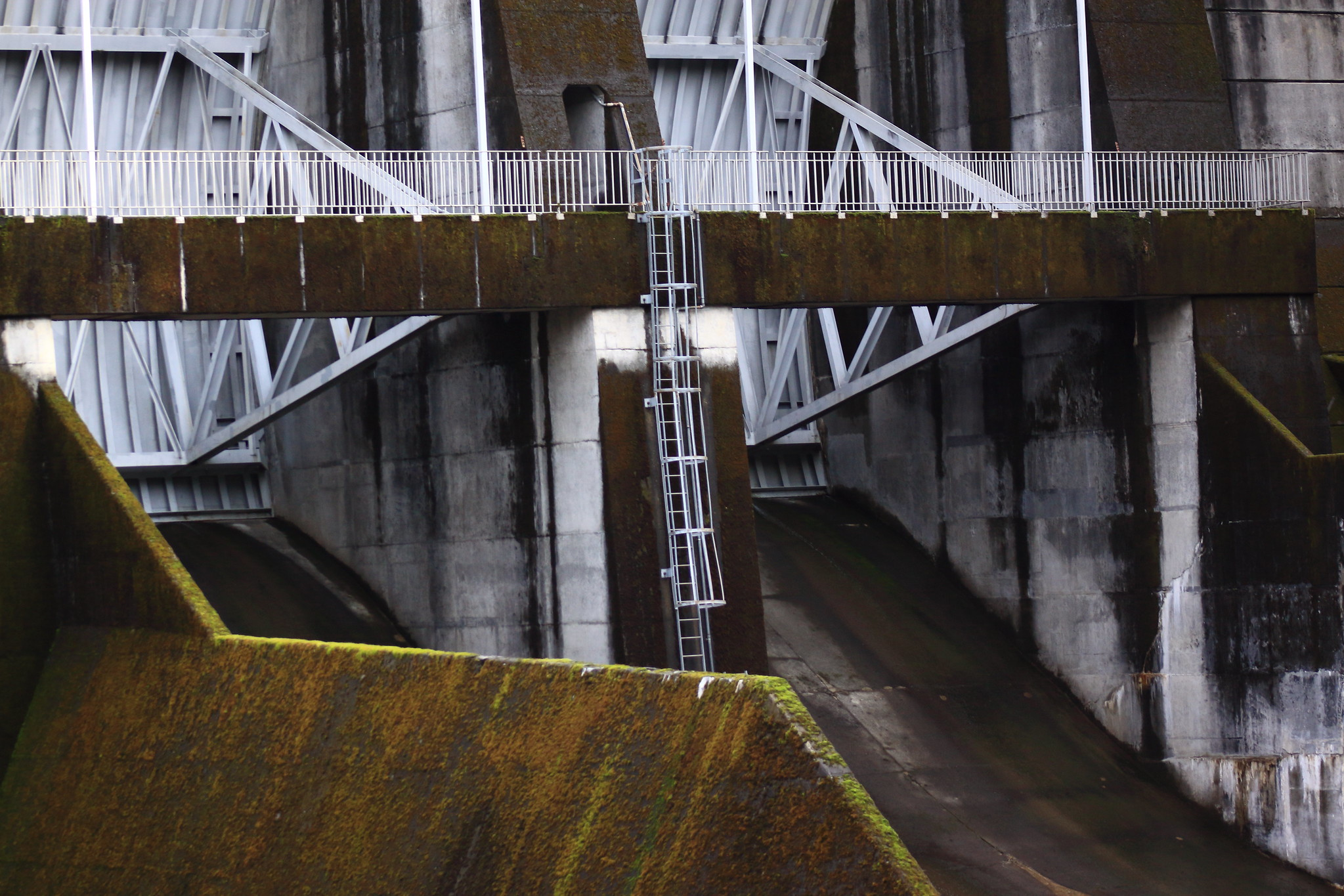
Передняя часть плотины Винучи, показаны детали водосливных ворот.